# Браун, Сэмуэль Джеймс
Сэмуэль Джеймс Браун (англ. Samuel James Browne; 3 октября 1824 — 14 марта 1901) — британский военачальник, офицер армии Британской Индии, кавалер Креста Виктории и Ордена Бани, участник войны с сикхами и восставшими сипаями. Во время второй англо-афганской войны командовал Пешаварским отрядом, разбил афганцев при Али-Масджид и занял Дакку и Джелалабад. Браун известен изобретением портупеи, которая в английской армии стала известна как «Ремень Сэма Брауна».